# Anna Vyrubova
Anna Aleksandrovna Taneeva, in russo Анна Александровна Танеева?, coniugata Vyrubova (in russo Вырубова?) (Mosca, 16 luglio 1884 – Helsinki, 20 luglio 1964), è stata una nobildonna russa.

## Biografia

### La famiglia
Era la figlia di Aleksandr Taneev, capo alla cancelleria dello zar, e di sua moglie, Nadežda Illarionovna Tolstoj, che era una discendente del feldmaresciallo Michail Illarionovič Kutuzov. Per queste connessioni venne assegnata alla corte imperiale in tenera età. Aveva due fratelli più piccoli, Sergej e Aleksandra.
Era una compagna di giochi d'infanzia di Feliks Feliksovič Jusupov, l'uomo che guidò l'omicidio di Grigorij Rasputin.

### La vita a corte

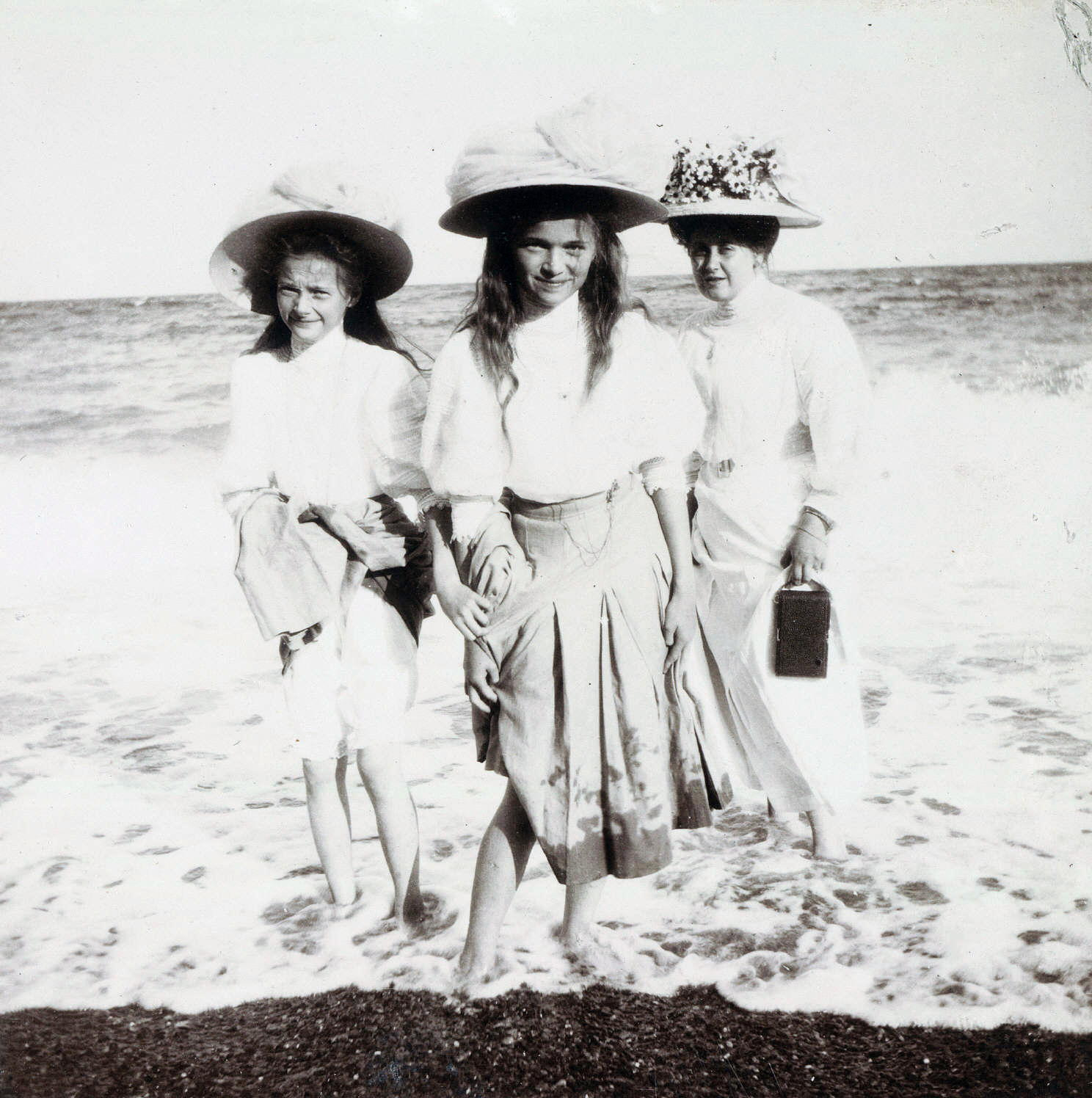
Anna Vyrubova sulla spiaggia con la gran duchessa Tat'jana, sinistra, e Ol'ga Nikolaevna di Russia. Cortesia di: Beinecke Library.

Divenne la migliore amica e confidente della zarina. Anna sposò Aleksandr Vasil'evič Vyrubov, un ufficiale di marina, anche se venne avvertita da Rasputin che il matrimonio sarebbe stato infelice. Alla fine la coppia divorziò.
Durante la prima guerra mondiale si formò come un'infermiera della Croce Rossa insieme alla zarina e alle granduchesse Ol'ga e Tat'jana. Rimase gravemente ferita in un incidente ferroviario nel gennaio del 1915, ma accreditò a Rasputin di averla salvata, grazie alla sua preghiera. In seguito alla rivoluzione russa, Anna fu sottoposta a una visita medica per provare la sua verginità. L'investigatore provinciale ha concluso che era troppo ingenua e poco intelligente per aver avuto alcuna influenza sulla zarina. Sfuggì alla rivoluzione bolscevica fuggendo in Finlandia.

### L'esilio
Nel libro di memorie di Anna, descrive i suoi pericoli in carcere e la sua fuga dall'esecuzione quando, miracolosamente, incontrò alcuni vecchi amici di suo padre in una strada di San Pietroburgo che l'aiutarono a fuggire. Patì molte traversie nell'evitare i bolscevichi e riuscì a fuggire in Finlandia solo nel dicembre del 1920.
Prima di lasciare per sempre l'Unione Sovietica, divenne amica del rivoluzionario scrittore Maksim Gor'kij che la esortò a scrivere le sue memorie e lei seguì il suo consiglio. I suoi ricordi della vita di corte forniscono descrizioni rare della vita domestica dello zar e della sua famiglia. Passò il resto della sua vita prima a Viipuri e poi a Helsinki. Prese i voti come suora ortodossa russa, ma le venne permesso di vivere in una casa privata a causa delle sue disabilità fisiche. La sua tomba si trova nella sezione ortodossa del cimitero di Hietaniemi a Helsinki.